# Tenerife Challenger (1993)
Il Tenerife Challenger è stato un torneo professionistico di tennis giocato su campi in cemento. Faceva parte dell'ATP Challenger Series. Si è giocato a Tenerife in Spagna la sola edizione del 1993.

## Albo d'oro

### Singolare
| Anno | Campione             | Finalista              | Punteggio |
| ---- | -------------------- | ---------------------- | --------- |
| 1993 | José Francisco Altur | Jean-Philippe Fleurian | 7–6, 6–4  |

### Doppio
| Anno | Campioni                    | Finalisti                        | Punteggio |
| ---- | --------------------------- | -------------------------------- | --------- |
| 1993 | Ģirts Dzelde Andrej Merinov | Jonas Björkman Michael Mortensen | 6–3, 6–4  |